# Policarpo Ribeiro de Oliveira
Policarpo Ribeiro de Oliveira (Conceição de Macabu, 1907. december 21. – Campos dos Goytacazes, 1986. május) brazil labdarúgócsatár.

## Pályafutása
1924 és 1944 között az Americano labdarúgója volt.
1930-ban egy alkalommal szerepelt a brazil válogatottban. Részt vett az 1930-as uruguayi világbajnokságon.